# ロックン・ロール・ラブレター (アルバム)
| 専門評論家によるレビュー | 専門評論家によるレビュー |
| レビュー・スコア         | レビュー・スコア         |
| 出典                     | 評価                     |
| ------------------------ | ------------------------ |
| Allmusic                 | [ 1 ]                    |
| Christgau's Record Guide | C+                       |

『ロックン・ロール・ラブレター』(Rock N'Roll Love Letter) は、ベイ・シティ・ローラーズのアルバム。1976年はじめに、アリスタ・レコードから北アメリカ市場だけにリリースされ、カタログ番号は #4071 であった。
収録された11曲のうち、2曲はベイ・シティ・ローラーズが1975年にイギリスでリリースした『噂のベイ・シティ・ローラーズ』(Once Upon a Star) から、7曲は『青春のアイドル』(Wouldn't You Like It?)から採られ、残り2曲は新たに録音されたシングル曲であった。レコードのジャケット写真は、『青春のアイドル』と同じものが流用されていた。
このアルバムは、1976年3月27日にカナダでチャートで、前週の25位から一挙に上昇して、それまで首位だった『ベイ・シティ・ローラーズ (Bay City Rollers)』に代わって首位に立った。アメリカ合衆国では、『ビルボード』誌のポップ・アルバム・チャートの 31位まで上昇した。アルバムからシングル化された2曲は、Billboard Hot 100 でトップ40入りを果たし、「マネー・ハニー (Money Honey)」がカナダで首位、合衆国で最高9位となり、「ロックン・ロール・ラブレター」がカナダで6月12日付で最高6位となり、合衆国でも最高28位まで上昇した。
このアルバムは、『ベイ・シティ・ローラーズ』とともに、2枚のLPを1枚のCDに収録する形で、2011年にウーンデッド・バード・レコードからCDがリリースされた。

## トラックリスト
1. マネー・ハニー "Money Honey" (Eric Faulkner, Stuart Wood)
2. いとしのジュネ "La Belle Jeane" (Faulkner, Wood)
3. ロックン・ロール・ラブレター "Rock and Roll Love Letter" (Tim Moore)
4. アイム・ア・フール "Maybe I'm a Fool to Love You" (Faulkner, Wood)
5. 二人でいつまでも "Wouldn't You Like It" (Faulkner, Wood)
6. ダンスはゴキゲン "I Only Wanna Dance With You" (Faulkner, Wood)
7. 恋のシャンハイ "Shanghai'd in Love" (Faulkner, Wood)
8. レッツ・ゴー・ミュージック "Don't Stop the Music" (Faulkner, Wood)
9. ディスコ ・ キッド "The Disco Kid" (Faulkner, Wood)
10. イーグルズ・フライ "Eagles Fly" (Faulkner, Wood)
11. 若さでロックン・ロール "Too Young to Rock & Roll" (Faulkner, Wood)

## チャート

### 週間チャート
| チャート（1976年）    | 最高位 |
| --------------------- | ------ |
| カナダ (RPM アルバム) | 1      |
| US Billboard 200      | 31     |

## パーソネル
- エリック・フォークナー – ギター
- アラン・ロングミュアー – ベース
- デレク・ロングミュアー – ドラムス
- レスリー・マッコーエン – リード・ボーカル
- スチュアート・ウッディ・ウッド – ギター